# Kaspars Gorkšs
Kaspars Gorkšs (Riga, 6 de noviembre de 1981) es un exfutbolista letón que jugaba de defensa.

## Selección nacional
Fue internacional y capitán de la selección de fútbol de Letonia. Jugó 89 encuentros en los que anotó 5 goles.

## Clubes
| Club                    | País            | Año       |
| ----------------------- | --------------- | --------- |
| FK Auda                 | Letonia         | 1998-2002 |
| Östers IF               | Suecia          | 2003-2004 |
| Assyriska Föreningen    | Suecia          | 2005      |
| FK Ventspils            | Letonia         | 2006      |
| Blackpool               | Inglaterra      | 2007-2008 |
| Queens Park Rangers     | Inglaterra      | 2008-2011 |
| Reading FC              | Inglaterra      | 2011-2014 |
| Wolverhampton Wanderers | Inglaterra      | 2013      |
| Colchester United       | Inglaterra      | 2014-2015 |
| Ergotelis FC            | Grecia          | 2015      |
| Dukla Praga             | República Checa | 2015-2016 |
| FK Liepāja              | Letonia         | 2016-2017 |
| Riga FC                 | Letonia         | 2017      |
| FK Auda                 | Letonia         | 2018      |

## Palmarés

### Campeonatos nacionales
| Título                       | Club                | País       | Año  |
| ---------------------------- | ------------------- | ---------- | ---- |
| Virslīga                     | FK Ventspils        | Letonia    | 2006 |
| Football League Championship | Queens Park Rangers | Inglaterra | 2011 |
| Football League Championship | Reading FC          | Inglaterra | 2012 |

### Distinciones individuales
- Futbolista letón del año: 2009, 2010.